# Конрад фон Плёцкау
Конрад фон Плёцкау (умер 10 января 1133, под Медичиной) — граф Плёцкау, маркграф Северной Марки, старший сын Гельфериха фон Плёцкау и Аделы фон Бейхлинген, дочери Куно Нортхеймского.
В 1130 году маркграф Северной марки Лотарь Удо IV фон Штаде был убит Альбрехтом Медведем, который надеялся заполучить марку. После гибели Лотаря Удо, вероятно на имперском сейме в Кведлинбурге, состоявшемся 18 мая 1130, Северная Марка была передана Конраду, его родственнику. Конрад не первый из графов Плёцкау, кто стал маркграфом. Гельферик, отец Конрада, тоже некоторое время носил этот титул. Конрад владел маркой очень недолгое время и о его правлении ничего не известно.
Он сопровождал императора Лотаря в итальянском походе. Рождество 1132 года  Лотарь отпраздновал в Медичине. После рождественских праздников Конрад был пронзен стрелой в битве с норманнами и умер от раны. Его тело перевезено в Германию, где он был похоронен в фамильном монастыре Хеклинген, основанном его прадедом Бернхардом фон Хеклинген.
Лотарь передал Северную марку не Бернхарду, брату Конрада, а Альбрехту Медведю, заслужившему доверие императора.

## Брак
Незадолго до смерти Конрад обручился с неизвестной по имени дочерью (1117/1122 – после 1132) Болеслава Кривоустого и Саломеи фон Берг. Брак, если и был заключен, то не был консумирован.